# Малка селска история
„Малка селска история“ е българска телевизионна новела от 1987 година на режисьора Нина Минкова, по сценарий на Дончо Цончев.

## Любопитно
Снимките на филма са направени в тогавашното бургаско село (сега квартал) Крайморие.

## Актьорски състав
| Роля | Изпълнител         |
| ---- | ------------------ |
|      | Росица Брадинова   |
|      | Августин Костов    |
|      | Атанас Ганев       |
|      | Георги Тавров      |
|      | Юлия Мартинчева    |
|      | Панайот Цанев      |
|      | Ана Георгиева      |
|      | Елефтери Елефтеров |